# Cefalù
Cefalù [tʃefaˈlu] (zw. Miasto Normanów) – miejscowość i gmina we Włoszech, w regionie Sycylia, w prowincji Palermo, 50 km na wschód od Palermo.
Według danych na rok 2004 gminę zamieszkiwały 13 774 osoby, 211,9 os./km².
Nazwa miasta pochodzi od greckiego kefale (przylądek), gdyż leży u stóp potężnej skały Rocca.
Podstawą gospodarki Cefalù jest turystyka, rybołówstwo i gospodarka rolna.

## Historia
Początki Cefalù są mało znane. Kiedyś u podnóża masywu skalnego La Rocca znajdowała się prawdopodobnie grecka fortyfikacja z V wieku p.n.e. Dziś teren ten zajmuje dobrze zachowane, okolone murami stare centrum miasta.
W czasach bizantyjskich Cefalù, jak i wiele innych miejscowości, ze względów bezpieczeństwa zostało "przeniesione wyżej", tzn. na skałę Rocca, gdzie jeszcze dziś rozpoznać można średniowieczne pozostałości. Z tego też okresu pochodzi kolorowa mozaika, odkryta pod kolumnadą katedry i świadcząca o istnieniu prymitywnej gminy chrześcijańskiej w Cefalù.
Po podbiciu przez Arabów w roku 858 miasto zostało włączone do Emiratu Palermo, a w roku 1063 przejęte przez Normanów pod wodzą Rogera I.
W roku 1920 w Cefalù założone zostało Opactwo Thelemy.

## Zabytki i atrakcje
- katedra z 1131 roku ufundowana przez normańskiego króla Rogera II
- budowla megalityczna, świątynia Diany – VII wiek p.n.e.
- kościół San Giorgio z XII wieku
- Kościół św. Stefana z XV wieku zwany też Kościołem Czyścowym (wł. Chiesa del Purgatorio)
- kościół San Leonardo
- kościół San Sebastiano
- kościół Santa Oliva
- Ostario Magno
- Palazzo Maria z XIII w. w stylu katalońskim
- Palazzo Piraino z XIV w.
- Palazzo Atenasio Martino z XV wieku
- budynek pralni
- Museo Mandralisca
- Pałac biskupi i seminarium
- Łaźnie rzymskie

Niedaleko znajduje się Santuario di Gibilmanna.